# François Kaiser
Pour les articles homonymes, voir Kaiser.
François Kaiser, né le 26 juin 1993, est un grimpeur professionnel français. Il est plus particulièrement spécialisé dans l'escalade en bloc. Il s'entraîne à Montauban. Il est le triple tenant du titre national senior de bloc.

## Biographie
Encore junior, il remporte la médaille de bronze lors de la sixième étape de la Coupe du monde d'escalade de bloc à Eindhoven.

## Palmarès
- Champion de France d'escalade de bloc senior 2011 à Millau
- Champion de France d'escalade de bloc senior 2010 à Bron
- Champion de France d'escalade de bloc cadet 2010 à Fontainebleau
- Champion de France d'escalade de bloc senior 2009 à Le Pouzin